# Antrodiella fissiliformis
Antrodiella fissiliformis är en svampart som först beskrevs av Albert Pilát, och fick sitt nu gällande namn av Gilb. & Ryvarden 1987. Antrodiella fissiliformis ingår i släktet Antrodiella och familjen Phanerochaetaceae.   Inga underarter finns listade i Catalogue of Life.